# Vitalius sorocabae
Vitalius sorocabae là một loài nhện trong họ Theraphosidae.
Loài này thuộc chi Vitalius. Vitalius sorocabae được Cândido Firmino de Mello-Leitão miêu tả năm 1923.